# Метростанция „Бизнес парк София“
Метростанция „Бизнес парк София“ е крайната станция от метролиния М1 на Софийското метро, въведена в експлоатация на 8 май 2015 г.

## Местоположение
Метростанция „Бизнес парк София“ започва от кръстовището на бул. „Александър Малинов“ и ул. „Самара“ и продължава до Бизнес парка. Тя е решена с два вестибюла на първо подземно ниво (северен и южен), всеки с по два вход/изхода.
| № | Име на вход/изход          | Достъпност |
| - | -------------------------- | ---------- |
| 1 | ул. Арх. Богдан Томалевски |            |
| 2 | ул. Самара                 |            |
| 3 | Бизнес парк                | асансьор   |
| 4 | бул. Александър Малинов    | асансьор   |

## Архитектурно оформление
Архитект на станцията е Фарит Пактиавал. На първо и второ подземно ниво е развит буферен паркинг, достъпът до който е осигурен с две външни и една вътрешна рампа. За паркинга е предвиден и междинен вход/изход. На трето подземно ниво е перонът на станцията, до който се достига по стъпала и ескалатори от вестибюлните пространства. Южният вестибюл разполага и с асансьор.
В архитектурното оформление на станцията преобладават простите правоъгълни фигури в различни размери, изпълнени от комбинация на гранитогрес и цветно стъкло.

## Връзки с градския транспорт

### Автобусни линии
Метростанция „Бизнес парк София“ се обслужва от 6 автобусни линии от дневния градски транспорт, 1 специализирана автобусна линия и 1 линия от нощния транспорт:
- Автобусни линии от дневния транспорт: 76, 111, 314, 413, X9, X10
- Специализирана автобусна линия до Sofia Ring Mall
- Автобусни линии от нощния транспорт: N1